# Office Christmas Party
Office Christmas Party (Brasil: A Última Ressaca do Ano / Portugal: Festa de Natal da Empresa) é um filme de comédia de Natal estadunidense de 2016, dirigido por Josh Gordon e Will Speck e escrito por Justin Malen e Laura Solon, baseado em uma história de Jon Lucas e Scott Moore. O filme é estrelado por Jason Bateman, Olivia Munn, T. J. Miller, Jillian Bell, Vanessa Bayer, Courtney B. Vance, Rob Corddry, Kate McKinnon, e Jennifer Aniston, e foi lançado em 9 de dezembro de 2016, por Paramount Pictures. Ele arrecadou US$114 milhões internacionalmente.
A filmagem do filme começou no final de março de 2016 em Atlanta, na Geórgia. No início de abril, as filmagens ocorreram em Chicago, Illinois, e depois que a produção mudou para Hiram, na Geórgia, onde foi filmado de 19 de abril a 1 de junho de 2016.

## Sinopse
Em dezembro de 2016, Josh Parker (Jason Bateman), diretor técnico da filial da Zenotek em Chicago, se reúne com seu advogado, Ezra (Matt Walsh), para finalizar seu divórcio a tempo das férias. Enquanto isso, a Zenotek não conseguiu cumprir sua cota trimestral, e a CEO interina, Carol Vanstone (Jennifer Aniston), ameaça demitir 40% da equipe, cortar os bônus e cancelar a festa anual de Natal. Seu irmão, o gerente da filial Clay (T. J. Miller ), está desesperado para manter sua equipe. Carol nutre ressentimento em relação a Clay, que ela acreditava ser o favorito de seu pai, e ameaça fechar a filial. Josh e Clay, junto com a chefe de tecnologia de Josh, Tracey Hughes (Olivia Munn), propõe uma parceria com o gigante financeiro Walter Davis (Courtney B. Vance), com quem eles vão almoçar mais tarde naquele dia, e Carol lhes dá a chance de ganhar seu negócio. Walter está satisfeito com o argumento, mas preocupado com o recente fechamento de uma filial na Zenotek, e sente que a empresa está mais preocupada com o orçamento do que com seu pessoal. Clay convida-o para sua festa de Natal na esperança de mostrar a ele que sua empresa está em boas condições. Antes de deixar a cidade, Carol oferece a Josh uma posição em sua sede em Nova York, confiante de que seu irmão irá fracassar.
Clay financia uma festa de Natal exorbitante, para grande desgosto de Mary (Kate McKinnon), a chefe de Recursos Humanos. Joel (Sam Richardson) assume o dever de DJ, mas a festa luta para ficar animada, mesmo com Tracey convidando o jogador do Chicago Bulls Jimmy Butler como um amigo. Ao longo da festa, vários funcionários se soltaram: Nate (Karan Soni) tenta impressionar dois de seus funcionários, Tim e Drew (Andrew Leeds e Oliver Cooper), contratando uma acompanhante chamada Savannah (Abbey Lee) para fingir ser sua namorada, apesar de Nate ser descoberto quando ela dá uma masturbação para um colega de trabalho; A assistente de Clay e sua mãe solteira, Allison (Vanessa Bayer), tenta entrar em contato com o novo contratado Fred (Randall Park), mas pára quando ele revela que tem um fetiche de feto de mãe e filho; e o supervisor de atendimento ao cliente Jeremy (Rob Corddry) se solta na pista de dança com Mary, a quem ele anteriormente desprezava. Josh e Tracey ficam presos no telhado e quase se beijam antes de Jeremy interrompê-los. De volta à pista de dança, Clay vence os negócios de Walter e Clay promete a todos que vão manter seus empregos e receber seus bônus. A festa cresce cada vez mais caótica à medida que os funcionários começam a participar de orgias, danificando a propriedade da empresa e usando drogas. Embora inicialmente relutante, Walter é inadvertidamente encharcado com cocaína quando a máquina de neve artificial é alimentada pela cocaína que Savannah trouxe e sucumbe à sua natureza de espírito livre.
O voo de Carol é cancelado devido ao tempo, e ela corre de volta para o escritório quando ouve sobre a festa de sua motorista Uber (Fortune Feimster), que levou as pessoas para a festa. Embora Carol tenha inicialmente ficado impressionada com o recebimento dos negócios de Walter, Walter se atreve a pular de uma sacada depois de uma conversa com Clay, e mais tarde descobriu ter sido demitido de sua empresa, anulando qualquer contrato e não trazendo mais dinheiro para Zenotek. Carol decide então desligar a filial. Para adicionar insulto à injúria, ela lembra Josh sobre a oferta de emprego em voz alta para todos, especialmente Clay. Mesmo que Josh diga que não aceitou, os funcionários ao redor com raiva ignoram e o evitam. Tracey revela que ela recebeu a mesma oferta, mas explicitamente a rejeitou, onde Josh a manteve aberta. Sentindo-se traído pelo que ouviu de Carol, Clay se junta com a cafetina emocionalmente instável de Savannah, Trina (Jillian Bell) para se divertir em outro lugar, embora Trina esteja mais interessada em roubar o dinheiro de Clay o mesmo guarda em sua roupa de Papai Noel. Josh, Tracey, Mary e Carol partem para salvar Clay.
Muitos dos outros funcionários aprendem sobre a rescisão que Carol anunciou anteriormente. Acreditando que todos estão vão perder seus empregos, eles quebram todo o equipamento da empresa e bagunçan tudo à vista, forçando a guarda de segurança Carla (Da'Vine Joy Randolph) a tomar providências quanto aos rebeldes. Clay acaba correndo o carro de Trina em direção a uma ponte levadiça de abertura, tentando saltar a lacuna, uma façanha que ele havia mencionado anteriormente para Josh. Josh dirige a minivan de Mary ao lado dele, e tenta convencer Clay a não pular, mas ele ainda está irritado e com o coração partido por Carol ter oferecido trabalho a Josh, tanto quanto lembrando de seus insultos. Acreditando que ele é inútil, ele ainda decide pular, independentemente de se ele faz e vive ou morre. Depois que todos, incluindo Trina, não conseguem convencer Clay a parar, Josh ameaça saltar a lacuna com ele, e Clay relutantemente permite. Não querendo morrer, Carol move o volante com força de Josh, fazendo com que o carro desvie para o carro de Clay, colidindo com os dois veículos. O carro de Clay atinge um hub da internet.
Trina e Savannah são presos por seus crimes, enquanto Clay é levado para o hospital. Na esteira do apagão da internet, Tracey percebe como administrar uma nova inovação que vinha trabalhando há vários anos que combina internet WiFi com conexões com fio através da rede elétrica da cidade, que anteriormente havia falhado devido à sua incapacidade de o tornar real. Eles correm de volta para o escritório para montar sua tecnologia, e quando ela funciona, a internet é restaurada para Chicago. Essa nova inovação economiza os empregos de toda a equipe, com Clay se desculpando pelo modo como seu pai tratou Carol. Walter, que está no mesmo hospital que Clay, concorda em se juntar à equipe. Josh e Tracey se beijam em meio às ruínas de seu escritório. Jeremy se abre para Mary, e Nate e Allison concordam em ir a um encontro.

## Elenco
- Jason Bateman como Josh Parker, chefe de Avanço Técnico, Zenotek Chicago
- Olivia Munn como Tracey Hughes, chefe de R&D, Zenotek Chicago
- T. J. Miller como Clay Vanstone, chefe da Zenotek Chicago
- Jennifer Aniston como Carol Vanstone, CEO interina da Zenotek
- Kate McKinnon como Mary Winetoss, representante de recursos humanos da Zenotek
- Jillian Bell como Trina, uma cafetina
- Courtney B. Vance como Walter Davis, representante de uma grande empresa financeira
- Vanessa Bayer como Allison, assistente de Clay
- Rob Corddry como Jeremy,supervisor de atendimento ao cliente
- Karan Soni como Nate, diretor de IT
- Sam Richardson como Joel, que serve como DJ durante a festa
- Randall Park como Fred, um novo funcionário
- Abbey Lee como Savannah, uma acompanhante
- Jamie Chung como Meghan
- Da'Vine Joy Randolph como Carla, a guarda de segurança
- Fortune Feimster como Lonny, a motorista do Uber
- Matt Walsh como Ezra, advogado de divórcio de Josh
- Ben Falcone como Doutor
- Chloe Wepper como Kelsey, uma das funcionárias do escritório
- Oliver Cooper como Drew, um dos membros da equipe de Nate
- Adrian Martinez como Larry, um dos funcionários do escritório
- Erick Chavarria como Alan, um dos funcionários do escritório
- Andrew Leeds como Tim, um dos membros da equipe de Nate
- Jimmy Butler como ele mesmo